# Glossaire archéologique des fortifications
- Haut – A
- B
- C
- D
- E
- F
- G
- H
- I
- J
- K
- L
- M
- N
- O
- P
- Q
- R
- S
- T
- U
- V
- W
- X
- Y
- Z

## A
- Abri
  - Abri de combat
  - Abri de rempart
  - Abri de la ligne Maginot
  - Abri-caverne
  - Abri anti-aérien
  - Abri antiatomique
- Acropole
- Alcázar
- Archère, arbalétrière
- Ardillon
- Arsenal
- Asperge de Rommel
- Assommoir
- Avant-porte

## B
- Bandeau

- Banquette de tir
- Barbacane, bastille
- Barbelé
  - Fil barbelé concertina
  - Enchevêtrement de barbelés
- Barrière Cointet (porte belge)
- Bastion, bastillon, bastionnet
- Batardeau
- Batterie
  - Batterie de côte
  - Batterie de place
  - Batterie de siège
- Bayle, Basse-cour
- Bloc
  - Bloc de combat de la ligne Maginot
- Blockhaus
- Blocus
- Borne de propriété militaire
- Borne de servitude militaire
- Boulevard
- Braie (Braye)
- Bretèche
- Broch
- Bunker
- Bunker archéologie

## C
- Camp retranché (voir place fortifiée)
- Canonnière
- Caponnière, aileron
- Caponnière (fortification bastionnée)
- Casemate
  - Casemate Haxo
  - Casemate Mougin
  - Casemate de Bourges
  - Casemate (cloche) Pamart
  - Casemate d'intervalle de la ligne Maginot
- Casse-noix miné (nussknackermine)
- Castellologie
- Cavalier
- Chambre de tir
- Châtelet
- Chemin couvert
- Chemise
- Cheval de frise
- Castellum
- Castellologie
- Castrum
  - Castra aestiva
  - Castra hiberna
  - Castra stativa
- Cavalier
- Cave à canons, batterie casematée
- Château
  - Château fort, château médiéval, château féodal
- Chemin couvert
- Chemin stratégique
- Chemise
- Cheval de frise
- Citadelle
- Circonvallation et contrevallation
- Cloche
  - Cloche (casemate) Pamart
  - Cloche GFM, Cloche LG, Cloche JM
  - Cloche observatoire
  - Cloche d'arme mixte
- Coffre de flanquement
  - Coffre de contrescarpe
  - Coffre d'escarpe
- Contre-garde
- Contre-mine
- Contrescarpe
- Cordon
- Corps de garde
  - Corps de garde crénelé modèle 1846
- Corps de place
- Courtine
- Couvre-face (braie remparée)
- Créneau (crénelage)
- Créneau de fusillade
- Crête
- Cuirassement
- Cunette

## D
- Dame
- Demi-lune ou ravelin
- Dent de dragon
- Dessous de la ligne Maginot

## E
- Édifice fortifié
  - Ferme
  - Maison
  - Moulin
  - Église
  - Pont

- Échauguette
- Embrasure
- Enceinte (voir aussi remparts)
- Encuvement
- Épaulement
- Éperon barré
- Escarpe

## F
- Face
- Fascine
- Fausse braie, couvre-face, contre-garde
- Fortaliciologie (fortariciologie)
- Fortification, forteresse, fort, fortin
  - Fortification bastionnée (tracé à l'italienne)
  - Fortification polygonale (fortification perpendiculaire)
  - Fort à batterie haute, fort à cavalier
  - Fort à batterie basse, fort à massif central
  - Fort palmé (fort articulé)
  - Fortin militaire
- Fossé
  - Agger
  - Douve
  - Fossé antichar
  - Fossé diamant
  - Fossé plein
  - Fossé revêtu
  - Fossé sec
- Four à boulets
- Front
  - Front bastionné
  - Front pseudo-bastionné

## G
- Gabion
- Glacis
- Gorge
- Guérite Vauban (voir échauguette)
- Guette

## H
- Ha-ha
- Hérisson tchèque
- Herse
- Hourd
- Huchette

## K
- Ksar

## L
- Lice
- Ligne fortifiée
- Lunette (voir demi-lune)
  - Lunette d'Arçon

## M
- Mâchicoulis
- Magasin-caverne
- Manoir
- Merlon (crénelage)
- Meurtrière
- Mine
  - Mine terrestre
  - Mine marine
  - Mine castrante (nussknackermine)
- Mirador
- Moineau
- Motte féodale ou castrale
- Mur
  - Murus gallicus (mur gaulois)
  - Muraille (voir remparts)
  - Mur cyclopéen

## O
- Observatoire cuirassé
- Oppidum
- Orgues
- Orillon, épaule
- Oubliette
- Ouvrage
  - Ouvrage Séré de Rivières
  - Ouvrage de la ligne Maginot
  - Ouvrage à cornes
  - Ouvrage à couronne, à double couronne...

## P
- Parados
- Parapet
- Pas de souris
- Place d'armes
- Place forte, place fortifiée
- Plongée
- Poivrière
- Poliorcétique
- Pont roulant à effacement
- Pont-levis
- Pont dormant
- Pont mobile défensif
- Pont-écluse
- Poudrière ou magasin à poudre
- Porte
  - Porte de ville
  - Porte sarrasine
  - Poterne
- Poste de transmission par faisceaux lumineux

## R
- Rails curtoirs (Hemmkurven)

- Ravelin

- Redan ou redent
- Redoute
- Réduit de fortification
- Réduit
- Regelbau
- Retranchement
- Rocade
- Rue militaire et rue du rempart
- Rempart
- Rondelle

## S
- Saillant, rentrant
- Sape
- Système de défense
  - Pré carré
  - Système Rohault de Fleury
  - Système Séré de Rivières

## T
- Tablette
- Talus (en)
- Tata
- Tenaille
- Terre coulante
- Tête de pont
- Tourelle, tourelle à éclipse
  - Tourelle de 75 mm R modèle 1932
  - Tourelle de 75 mm modèle 1933
  - Tourelle de 75 mm R modèle 1905
- Traverse
  - Traverse-abri ou abri-traverse
- Tour
  - Tour bastionnée
  - Tour flanquante
  - Tour génoise et tour aragonaise
  - Tour de guet
  - Tour Martello
  - Tour-modèle type 1811
  - Tour albarrane
  - Tour d'angle
- Tranchée
- Trou de loup

## V
- Ville fortifiée